# Uzdrowisko Inowrocław

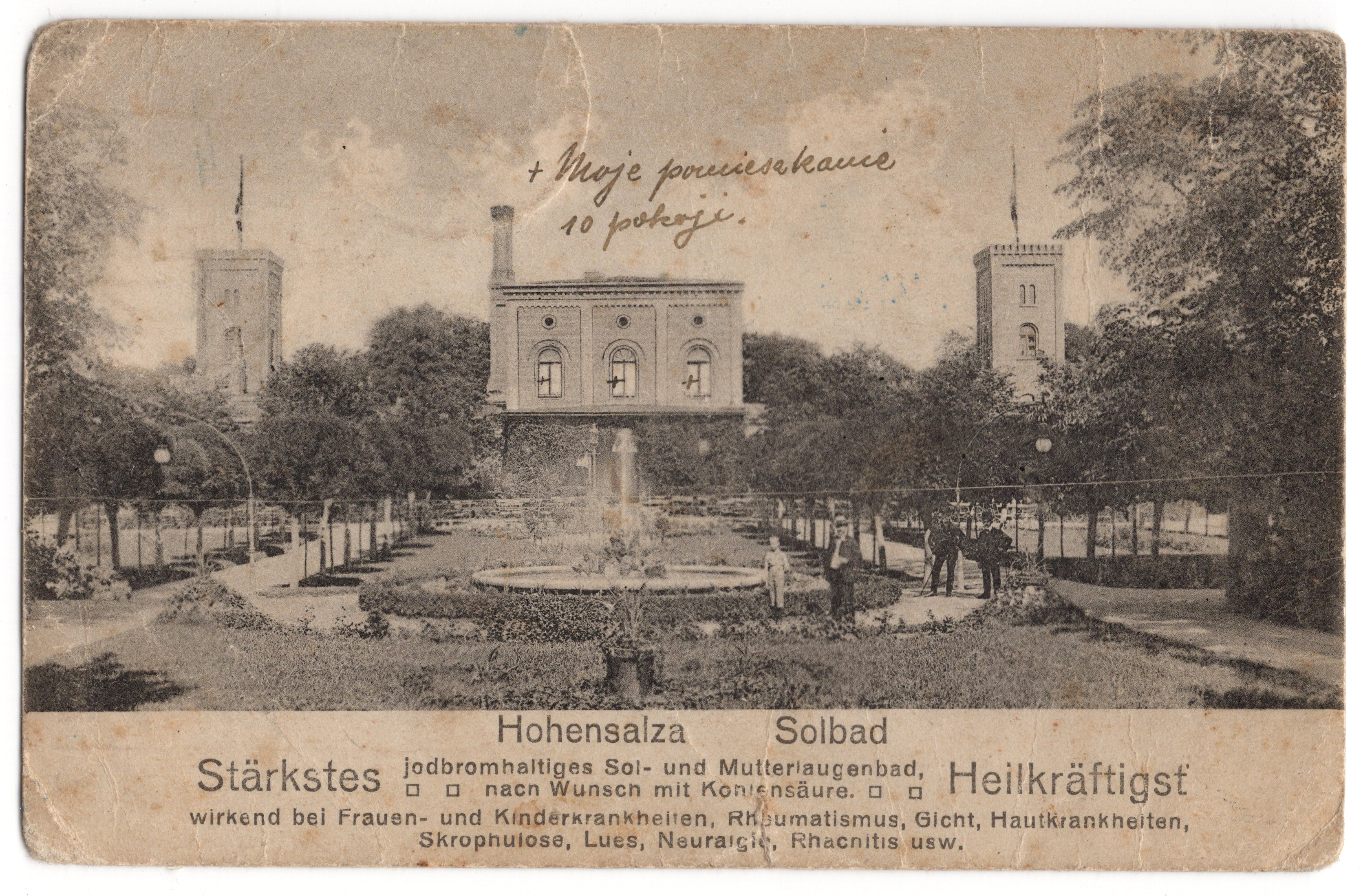
Pocztówka z 1922 roku, z parkiem zdrojowym w Inowrocławiu

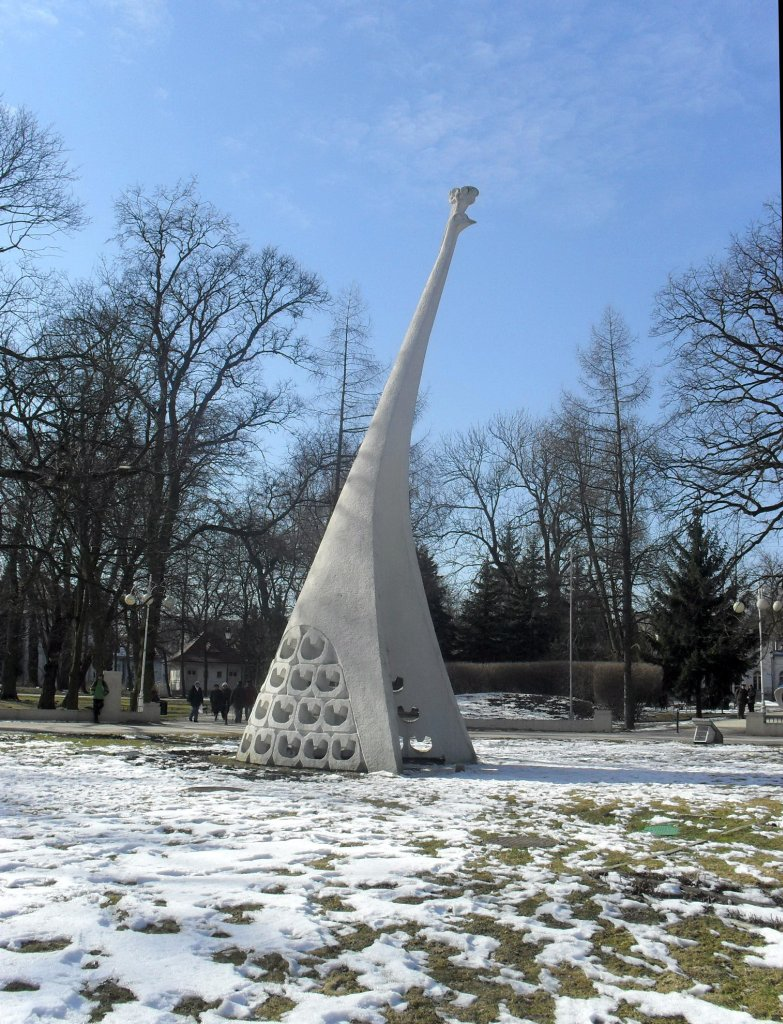
Rzeźba pawia

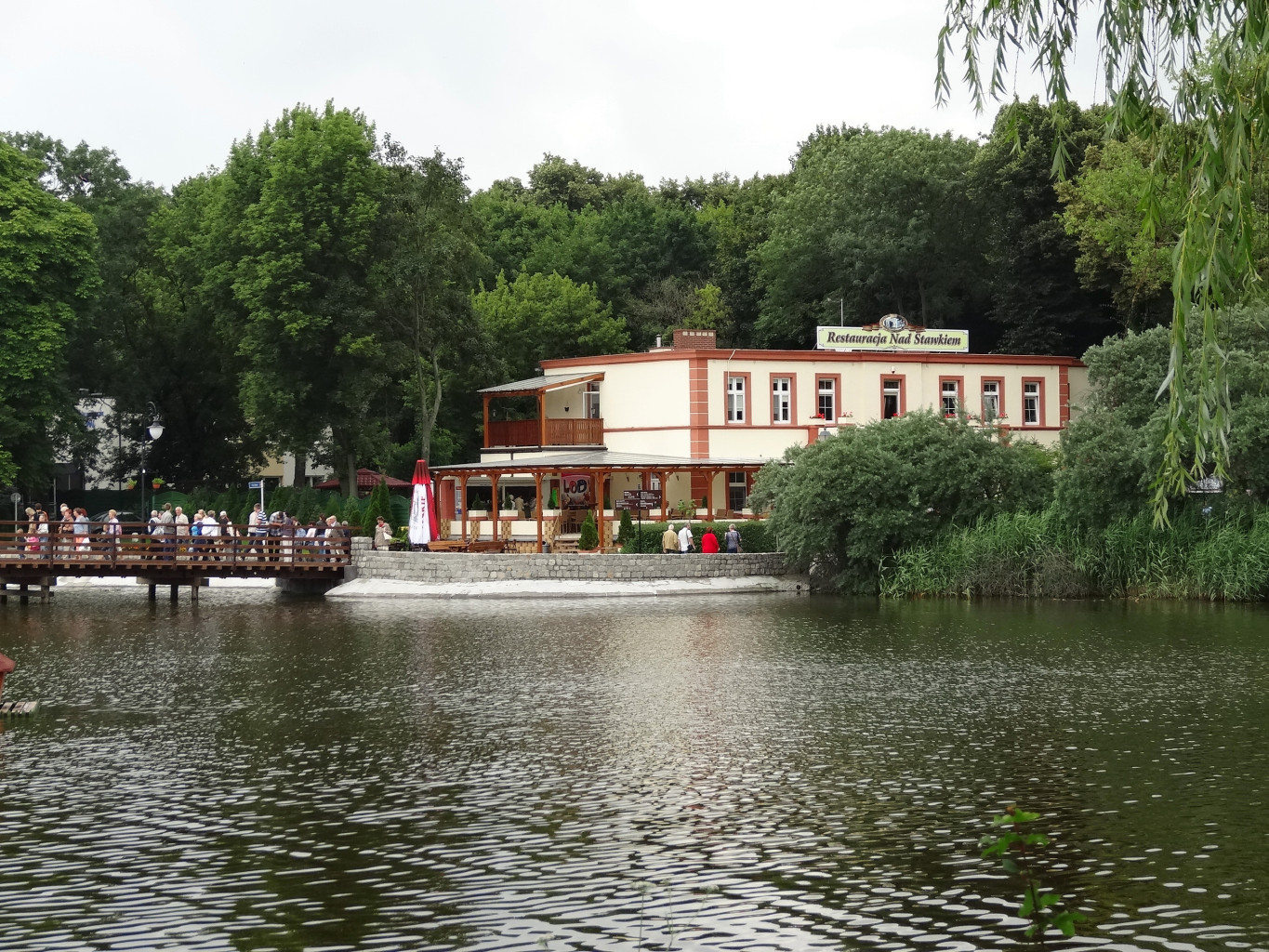
Staw parkowy. W oddali kawiarnia Nad Stawkiem, wzniesiona w okresie międzywojennym

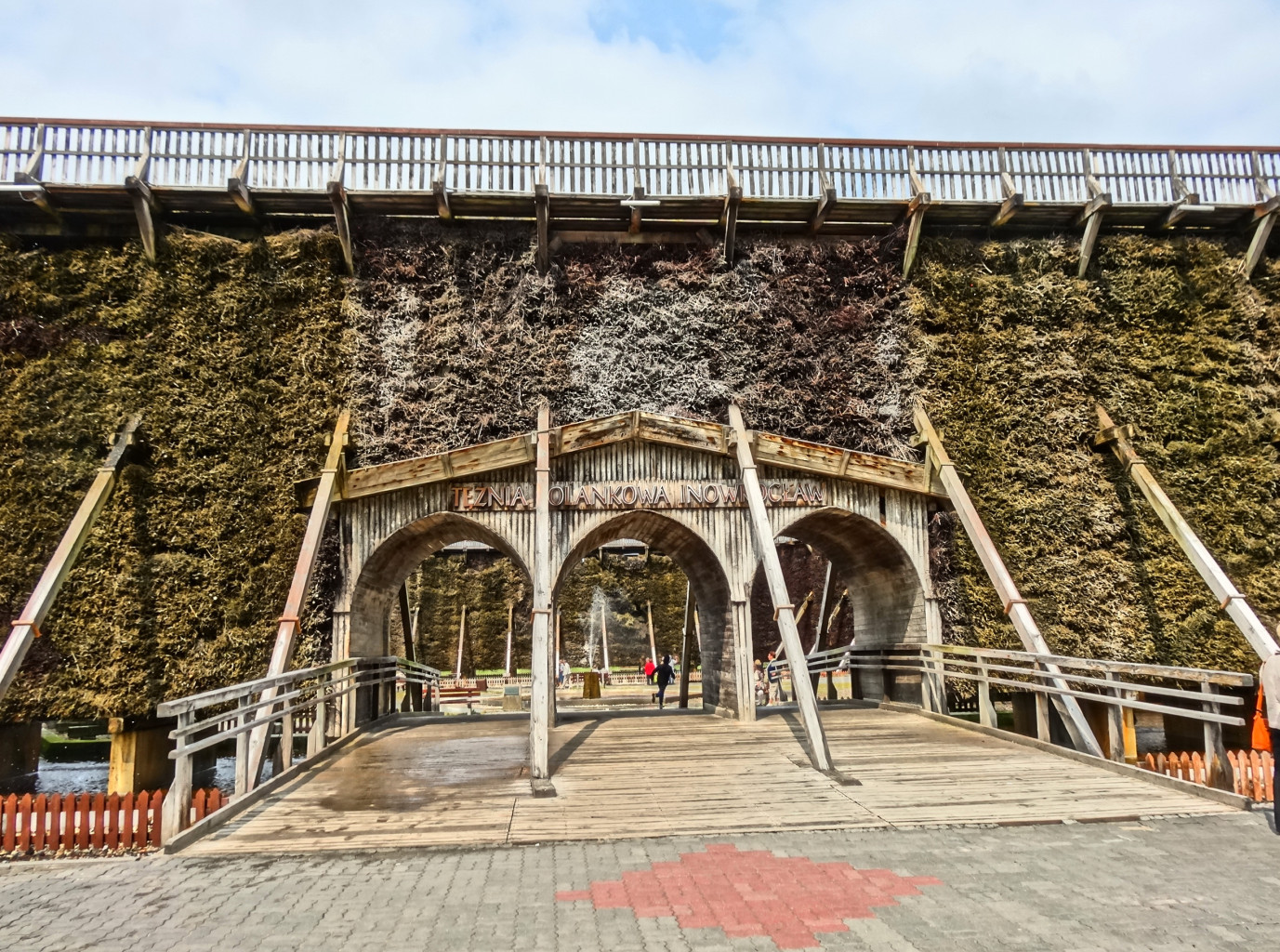
Tężnie solankowe

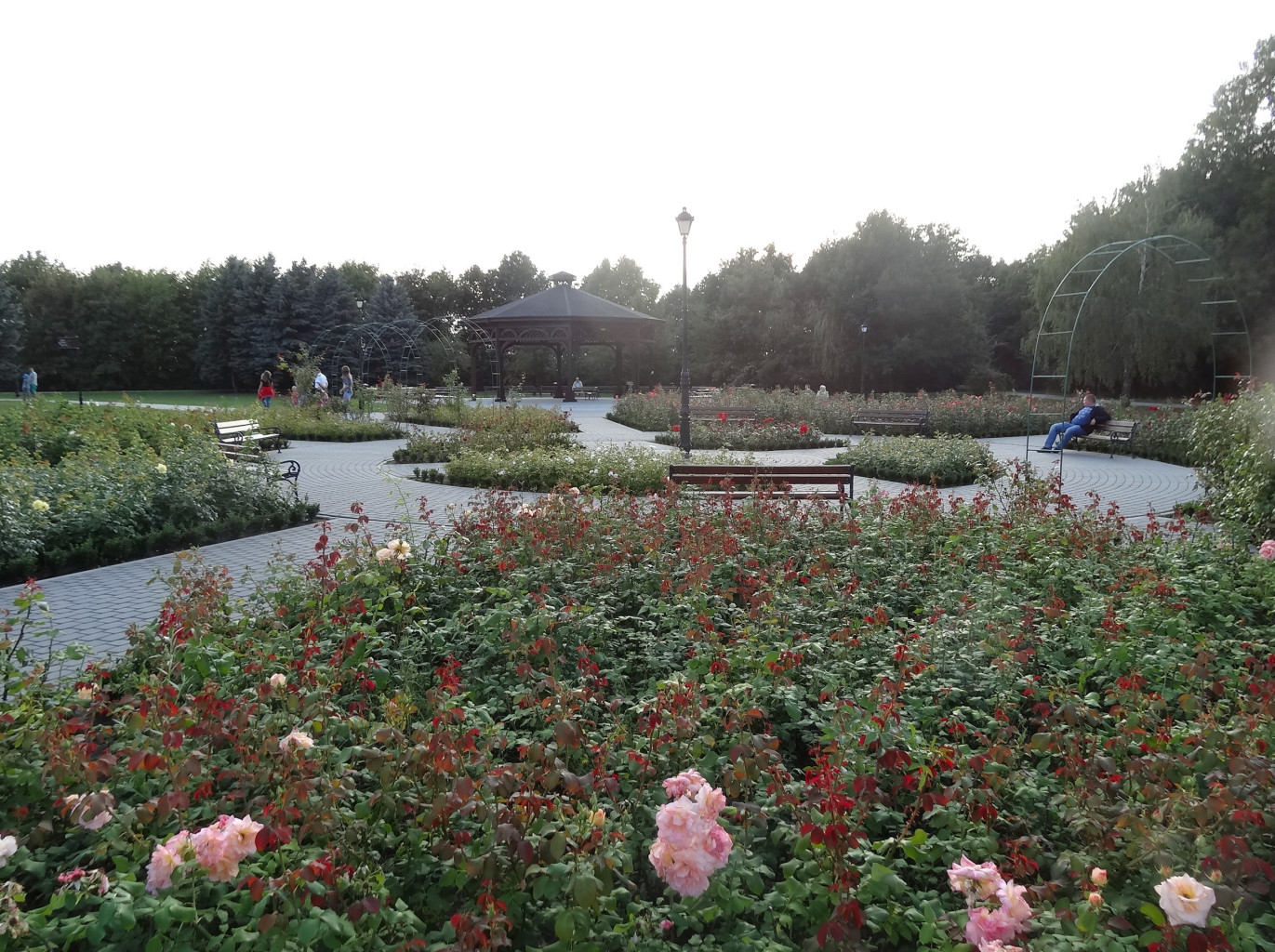
Ogród zapachów

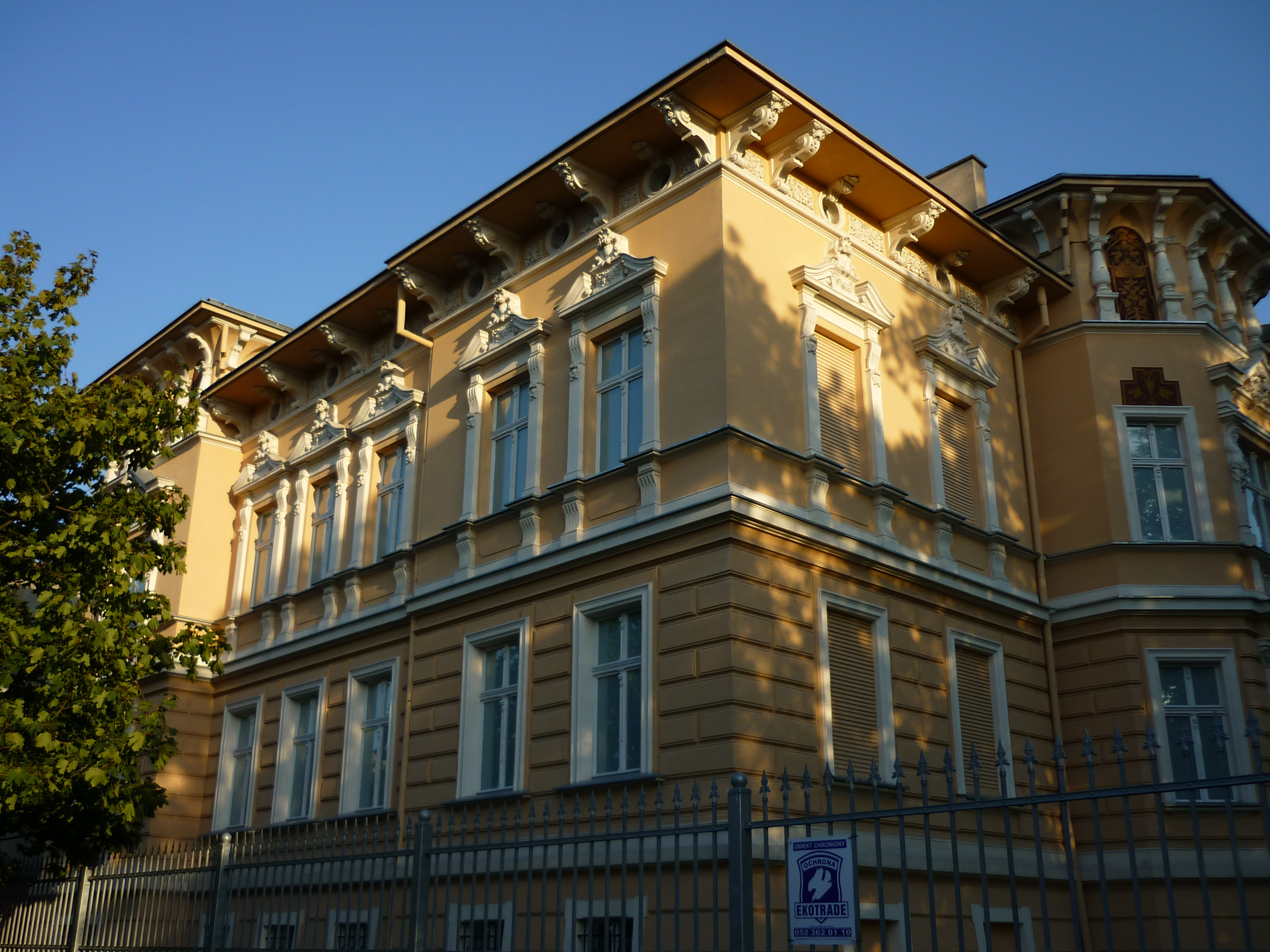
"Pałac mieszczański" przy ul. Solankowej 33

Uzdrowisko Inowrocław – zespół uzdrowiskowo-wypoczynkowy położony w zachodniej części Inowrocławia.

## Lokalizacja
Uzdrowisko Inowrocław obejmuje wydzielony obszar w zachodniej części miasta. Graniczy od wschodu z osiedlem Nowym, Zdrojowym, a od południa z osiedlem Rąbin. Zachodnia granica Uzdrowiska jest zarazem granicą miasta. Od północnego zachodu strefę uzdrowiskową ogranicza linia kolejowa nr 131 tzw. magistrala węglowa. Cały kompleks uzdrowiskowy obejmuje park Solankowy o powierzchni 85 ha oraz tzw. dzielnicę uzdrowiskową, gdzie zlokalizowane są sanatoria, hotele i wille wypoczynkowe.

## Charakterystyka
Uzdrowisko Inowrocław specjalizuje się w leczeniu chorób układu ruchu, reumatologii oraz układu krążenia. Położone jest na terenie parku Solankowego liczącego ponad 85 hektarów. Spółkę „Solanki” Uzdrowisko Inowrocław stanowi pięć zakładów leczniczych i noclegowych, które obsługują w ciągu roku ponad 26 tys. kuracjuszy:
- Sanatorium „Kujawiak” – al. Sienkiewicza 50
- Sanatorium „Kujawianka” – ul. Solankowa 68-70
- Solanki Medical SPA – ul. Wilkońskiego 23
- Willa „As” – ul. Wilkońskiego 18
- Willa „Ostoja” – al.. Sienkiewicza 49

Łącznie w parku i jego otoczeniu znajdują się również inne jednostki świadczące usługi lecznicze, rehabilitacyjne i wypoczynkowe – prywatne, branżowe i samorządowe, m.in.: sanatoria: „Oaza”, „Modrzew”, „Energetyk”, „Przy Tężni” oraz hotele (m.in. hotel Park) i wille wypoczynkowe. W 2001 roku powstała tutaj tężnia solankowa o zwartej formie, która obok tężni w Ciechocinku jest drugim takim obiektem w województwie kujawsko-pomorskim.
Park zdrojowy wraz z tężniami i dzielnicą uzdrowiskową stanowi ogólnomiejskie centrum rekreacyjne, „zieloną oazę” Inowrocławia oraz jego najcenniejszą strefę urbanistyczną, środowiskową i turystyczną. W parku można skorzystać z pijalni wód, gdzie serwowane są miejscowe wody mineralne: „Inowrocławianka” oraz „Jadwiga”, basenów solankowych („Termy Inowrocławskie”) i otwartych, jak również z szeregu obiektów rekreacyjnych i przyrodniczych: restauracji, dancingów, imprez kulturalnych w muszli koncertowej i teatrze letnim, palmiarni, siłowni plenerowych, placów zabaw, ogrodu botanicznego, ogrodów papieskich stworzonych na cześć papieża Jana Pawła II itd. W 2012 roku na południe od tężni solankowych powstał nowy kompleks parkowy, w którym utworzono sztuczne kąpielisko z plażą oraz miejsce do grillowania.

### Nagrody gospodarcze
- Medal Europejski 2002,
- HIT 2004,
- certyfikat Zintegrowany System Jakości ISO 9001:2000,
- System Zasad Bezpieczeństwa Żywności HACCP,
- tytuł „Ośrodek Przyjazny Osobom Niepełnosprawnym„.

## Historia

### Okres pruski 1875-1919
Przesłanki do rozwoju lecznictwa uzdrowiskowego w Inowrocławiu stworzyło odkrycie w 1868 roku pokładów soli, co zapoczątkowało także rozwój przemysłu chemicznego bazującego na wykorzystaniu soli kamiennej. Inowrocławskie Uzdrowisko „Solanki” powstało w 1875 roku z inicjatywy doktora praw i przedsiębiorcy Zygmunta Wilkońskiego, właściciela majątków Rąbin i Mały Rąbin (Dziś Rąbinek). Wraz z Niemcem Oskarem Triepcke i Żydem Samuelem Hoenigerem Wilkoński założył Towarzystwo Akcyjne „Solanki Inowrocławskie”, które wykupiło tereny pod budowę obiektów kąpielowych i parku zdrojowego. W czerwcu 1875 w skład spółki wchodziło 50 akcjonariuszy.
W 1876 roku gotowy do użytku był już pierwszy dom kuracyjny z wyposażeniem 14 łazienek, co zapoczątkowało rozwój Inowrocławia jako miasta uzdrowiskowego. Solankę do zakładu kąpielowego doprowadzano z warzelni soli przy ulicy Pakoskiej. Jednocześnie, dzięki inicjatywie Lucjana Grabskiego założono ogród francuski o powierzchni 1 ha, który był zalążkiem parku zdrojowego. W 1880 przy ul. Narutowicza zbudowano Zakład Wodoleczniczy „Nowy Świat” ".
Po śmierci Zygmunta Wilkońskiego, „Solanki Inowrocławskie” w 1881 przeszły na własność miasta. W 1886 roku wzniesiono Specjalny Zakład Leczniczy dla dzieci cierpiących na choroby reumatyczne. W 1890 dzięki inicjatywie dr Józefa Krzymińskiego powstał Zakład Wodoleczniczy. Oprócz kąpieli solankowych wprowadzono kąpiele igliwiowe, borowinowe i inhalacje. W parku uzdrowiskowym w 1910 roku założono cieplarnię, a w 1915 pijalnię wód mineralnych, gdzie serwowano „Kujawiankę”, produkowaną z miejscowego źródła kopalnianego. Uzdrowisko było czynne tylko w sezonie letnim od maja do października. Kuracjusze mieszkali i jadali w prywatnych willach i pensjonatach.
Mimo że protektorat nad uzdrowiskiem zgodziła się przyjąć niemiecka para cesarska, względy polityczne wstrzymywały rząd niemiecki od jego subwencjonowania. W rezultacie nie przyciągało ono tak wielkiej liczby kuracjuszy, jak inne uzdrowiska położone w głębi Rzeszy Niemieckiej, niemniej liczba pacjentów stale wzrastała.
W 1919 roku po wyzwoleniu miasta przez wojska powstania wielkopolskiego, ówczesny prezydent miasta Józef Krzymiński przystąpił do rozbudowy uzdrowiska. W 1919 roku leczyło się w nim blisko 1000 kuracjuszy.

### Okres międzywojenny 1919-1939
Od 1922 roku uzdrowisko nosiło oficjalną nazwę „Inowrocław Zdrój”, natomiast potocznie występowało pod nazwą „Solanki”. Organizacyjnie było jednym z przedsiębiorstw komunalnych miasta Inowrocławia. Popularność uzdrowiska stopniowo wzrastała, na co wpływ miały właściwości lecznicze solanki, borowiny, wody mineralnej oraz kąpieli kwasowęglowych, inhalacji solankowych i zabiegów przyrodoleczniczych. W latach 30. XX w. doprowadzono do pijalni wód źródło słonogorzkie, zawierające sole magnezu przydatne w leczeniu otyłości. Wielki kryzys w Polsce (1929-1933) w niewielkim stopniu ograniczył frekwencję i działalność inwestycyjną. Liczba kuracjuszy wzrosła z 3 tys. w 1925 roku do 5,7 tys. w latach 30. XX w., a liczba zabiegów do 190 tys. w 1936 roku.
Władze miasta nie szczędziły środków na rozbudowę i upiększanie uzdrowiska. W 1920 powstała muszla koncertowa w parku zdrojowym, w 1925 – zakład kąpieli borowinowych, w 1929 – zakład przyrodoleczniczy z wziewalnią, w 1934 – nowy most i molo nad stawem parkowym z punktem wypożyczania łodzi. Zakładano deptaki i kwietniki, a w otoczeniu parku rozbudowano pensjonaty, dzięki czemu w zachodniej części miasta powstała dzielnica zdrojowa z bogatymi willami. W 1929 zaczęto wydawać periodyk „Wiadomości Zdrojowe”, a w 1937 roku odsłonięto pomnik Zygmunta Wilkońskiego. W 1930 roku Ubezpieczalnia Krajowa uruchomiła w Inowrocławiu pierwsze sanatorium.
W uzdrowisku odbywały się ogólnopolskie zjazdy medyczne: w 1929 VII Powszechny Zjazd Higienistów Polskich, a w 1930 – I Polski Zjazd Przeciwreumatyczny. W latach 20. i 30. XX w. na kurację do Inowrocławia przyjeżdżali m.in.: premier Władysław Grabski, wojewoda pomorski Władysław Raczkiewicz (późniejszy Prezydent RP na uchodźstwie), gen. Władysław Sikorski, gen. Józef Haller, kontradmirał Józef Unrug, prezydent Warszawy Stefan Starzyński, prezydent Poznania Cyryl Ratajski, złoty medalista olimpijski Janusz Kusociński, Maria Konopnicka, Stanisław Przybyszewski i inni.

### Okres okupacji niemieckiej 1939-1945
Podczas okupacji hitlerowskiej Uzdrowisko Inowrocław przeznaczono tylko dla Niemców. Zbudowano wówczas otwarty basen kąpielowy łącznie z budynkiem łazienek.

### Okres PRL
Po II wojnie światowej wskutek niewielkich zniszczeń, działalność leczniczą podjęto już w maju 1945. W tym roku skorzystało z niej 1179 kuracjuszy przyjezdnych i 340 mieszkańców miasta (w tym wielu żołnierzy). W 1950 samorządowe dotąd uzdrowisko zostało upaństwowione i przejęte wraz z sanatorium ZUS przez Centralny Zarząd Uzdrowisk Polskich. Sezon kuracyjny wydłużono do całego roku, a działalność poszerzono o usługi profilaktyczne i rehabilitacyjne. Inowrocław był jednym z pierwszych uzdrowisk w kraju, które wprowadziło gimnastykę leczniczą pod kierunkiem instruktora wychowania fizycznego. Większość kuracjuszy rekrutowała się spośród osób zatrudnionych w warunkach uciążliwych dla zdrowia. W 1956 odsłonięto pomnik założyciela uzdrowiska Zygmunta Wilkońskiego w miejscu zniszczonego przez hitlerowców monumentu z 1937 roku.
W 1952 roku Instytut Balneoklimatyczny w Poznaniu utworzył w sanatorium ZUS oddział kliniczny z kierunkami: reumatologicznym i gastrologicznym. W 1956 powstało pierwsze w kraju Sanatorium Geriatryczne pod kierunkiem dr Bogdana Snarskiego. W 1963 ukazała się monografia „Inowrocław-Zdrój” prof. dra med. Juliana Papierkowskiego z Warszawy, a w latach 1967, 1969 i 1972 wydano trzy tomy „Informatora Naukowego Uzdrowiska Inowrocław”, gdzie publikowano artykuły lekarzy prowadzących tu badania naukowe. W 1970 roku cztery sanatoria przekształcono w szpitale uzdrowiskowe rehabilitacji poszpitalnej i specjalistycznej.
W latach 60. i 70. XX w. rozbudowano sieć sanatoryjną o kolejne obiekty wznoszone m.in. przez Polskie Koleje Państwowe, Związki Zawodowe Pracowników Energetyki (1963), Przemysłu Drzewnego „Modrzew” (1976), Metalowców (1980). W Uzdrowisku leczono kuracjuszy związkowych, nauczycieli, dzieci przebywające na koloniach zdrowotnych oraz tzw. kuracjuszy ambulatoryjnych (w tym mieszkańców Inowrocławia) w Poradni Uzdrowiskowej. Goszczono także pewną liczbę obcokrajowców, głównie reprezentantów Polonii.
W 1973 Akademia Medyczna w Poznaniu objęła patronat naukowy nad uzdrowiskiem. W 1980 roku działały tu cztery ośrodki naukowo-badawcze: reumatologiczny, kardiologiczny, gastroenterologiczny i dietetyczny – pod patronatem AM w Poznaniu oraz geriatryczny – pod patronatem AM w Białymstoku. Profil leczenia w Inowrocławiu obejmował schorzenia reumatyczne układu kostno-stawowego, schorzenia układu krążenia, układu trawiennego, górnych dróg oddechowych, schorzenia wieku podeszłego, wątroby, pęcherzyka i dróg żółciowych oraz otyłość pochodzenia pokarmowego.
W latach 1951–1979 liczba kuracjuszy sanatoryjnych wzrosła z 3,5 do 6 tys. osób, a leczonych ambulatoryjnie z 1,1 do 10 tys. osób. Liczby te nie obejmują sanatoriów branżowych, które wykonywały znaczne ilości zabiegów za pomocą swoich urządzeń leczniczych. W 1979 roku Uzdrowisko Inowrocław (bez sanatoriów branżowych) zatrudniało 383 pracowników i dysponowało 467 łóżkami. Dodatkowe 816 łóżek znajdowało się w sanatoriach związkowo-resortowych. W 1979 przystąpiono do budowy na zapleczu Szpitala Uzdrowiskowego nr 1 zespołu szpitali uzdrowiskowych: kardiologicznego i geriatrycznego, każdy na około 200 łóżek, a w dalszej kolejności zakładu rehabilitacyjnego z basenem. W 1988 roku oddano do użytku Zespół Sanatoriów Uzdrowiskowych „Kombatant”
W latach PRL funkcjonował Zakład Usług Socjalno-Kulturalnych, którego zadaniem było urozmaicanie programu pobytu kuracjuszy o imprezy kulturalne, rozrywkowe, turystyczne oraz wycieczki po regionie. W jego dyspozycji znajdowały się m.in.: Klub Kuracjusza z salą dancingową, Klub Zdrojowy, filia Rejonowej Biblioteki Publicznej przy ul. Wilkońskiego, czytelnia własna, świetlice i sale telewizyjne. W muszli parku solankowego organizowano koncerty Inowrocławskiej Orkiestry Promenadowej oraz imprezy okolicznościowe z udziałem artystów z regionu i całej Polski.

### Okres III RP
W latach 90. XX w. obiekty na terenie Uzdrowiska częściowo skomercjalizowano. Nieco zaniedbany po okresie PRL park Solankowy, zrewitalizowano, korzystając od 2005 roku z funduszy Unii Europejskiej. W 2001 na terenie parku wzniesiono tężnię solankową, w 2005 ustawiono ławeczkę gen. Władysława Sikorskiego, w 2009 – część parku na nowo zaaranżowano pod nazwą Ogrody Papieskie. Jesienią 2010 dokonano prywatyzacji spółki „Solanki” Uzdrowisko Inowrocław.
W 2012 roku park zdrojowy poszerzono w kierunku południowo-zachodnim, rok później wzniesiono palmiarnię oraz pijalnię wód „Inowrocławianka” oraz basen „Inowrocławską Termę”, w którym zamiast wody używana jest solanka.

### Dyrektorzy
Niepełna lista dyrektorów Uzdrowiska Inowrocław:
- 1922 – Stanisław Górski
- 1923-1936 – Walenty Kortus
- 1936 – Zygmunt Dworczak
- 1936-1937 – Stanisław Sroczyński
- 1937-1939 – Adolf Biczysko
- 1945 – Stefan Celberg[6]

## Sanatoria branżowe na terenie Uzdrowiska

### Sanatorium Kolejowe
W 1947 w dawnym Zakładzie Leczniczym Dzieci im. Marszałka Focha powstał zalążek sanatorium PKP zorganizowany przez Stanisława Sroczyńskiego. W latach późniejszych rozbudowano go do 150 łóżek adaptując dla celów leczniczych byłe pensjonaty. W latach 1975–1977 oddano do użytku nowy budynek Sanatorium Kolejowego im. Józefa Krzymińskiego na 350 łóżek. Obok Uzdrowiska był to największy obiekt kuracyjny w Inowrocławiu, z oddziałami: gastroenterologicznym, geriatryczno-rehabilitacyjnym, balneologiczno-laryngologicznym, rehabilitacji narządów ruchu i dwoma reumatologicznymi. W 1979 w sanatorium tym leczono ok. 5 tys. osób rocznie. Obok oddano do użytku oddział przyrodoleczniczy z własnymi zakładami: kąpielowym, światło- i elektroterapeutycznym, basenem rehabilitacyjnym, salą ćwiczeń oraz zapleczem łóżkowym. Od 2008 roku nosi nazwę Sanatorium Uzdrowiskowe „Przy Tężni” im. dra Józefa Krzymińskiego.

### Sanatorium „Energetyk”
W 1963 roku Zarząd Główny Związku Zawodowego Pracowników Energetyki wybudował przy ul. Wilkońskiego dom wczasowy, który w 1965 przekształcono w sanatorium „Energetyk” o 120 miejscach. W latach 70. XX w. sanatorium rozbudowano o dwa budynki, mieszczące m.in. własny węzeł zabiegowy. W wyniku rozbudowy części hotelowej, w sanatorium „Energetyk” mogło leczyć się jednocześnie 450 kuracjuszy. W sanatorium wybudowano po raz pierwszy w Polsce specjalną komorę do krioterapii, a później stosowano hipoterapię dzięki współpracy z ośrodkiem rekreacji konnej. Obecna nazwa obiektu to: Centrum Rehabilitacyjno-Wczasowe „Energetyk”.

### Sanatorium „Modrzew”
Sanatorium „Modrzew” Związku Zawodowego Pracowników Leśnych i Przemysłu Drzewnego oddano do użytku w 1975 roku przy ul. Wierzbińskiego. Obiekt wyposażono m.in. w urządzenia zabiegowe w zakresie światło- i elektrolecznictwa, solankowy basen rehabilitacyjny, salę gimnastyczną oraz zaplecze socjalne. Mogło się tu leczyć jednocześnie 169 kuracjuszy. Sanatorium dysponuje jedynym w Inowrocławiu basenem wypełnionym solanką z naturalnego źródła.

### Sanatorium „Metalowiec”
Sanatorium „Metalowiec” wybudowane przez Związek Zawodowy Metalowców oddano do użytku w 1980 roku. Sąsiadowało ono z sanatorium „Energetyk”, korzystając z jego węzła kąpielowego. Mogło się tu leczyć jednocześnie 165 kuracjuszy. Stosowano tu zabiegi światło- i elektrolecznicze, kąpiele kwasowęglowe, okłady parafinowe i podwodne oraz kąpiele wirowe. Obecna nazwa to „Oaza”.